# Ignacio Aguilar Colio
Ignacio Aguilar Colio fue un futbolista mexicano. Jugó para el Club Deportivo Guadalajara de 1952 a 1953.
La carrera futbolística de Ignacio Aguilar, da inicio cuando el entonces técnico del Club León, José María Casullo, lo observa durante un encuentro disputado entre el Instituto Ciencias de la Facultad y el conjunto esmeralda. Cuando Casullo llega al Guadalajara decide llamarlo para formar parte del equipo en la temporada 1952-53, donde solo disputó tres partidos.
Tiempo después decide dejar el fútbol, motivado por su padecimiento de miopía, razón por la cual no podía observar bien durante los juegos nocturnos.

## Clubes
| Club        | País   | Año         |
| ----------- | ------ | ----------- |
| Guadalajara | México | 1952 - 1953 |